# Episodi di Mawaru-Penguindrum

Rielaborazione del titolo della serie

Questa è la lista degli episodi dell'anime Mawaru-Penguindrum, ideato e diretto da Kunihiko Ikuhara, prodotto dallo studio Brain's Base e trasmesso in Giappone su MBS. In Italia i diritti sono stati acquistati dalla Dynit e la serie è stata trasmessa su Rai 4 dal 20 settembre 2012 all'11 aprile 2013 con orario di inizio tra le 23:15 e le 00:00.

## Lista degli episodi
Nell'anime sono molto frequenti i richiami alla Metropolitana di Tokyo, soprattutto alla linea Marunouchi utilizzata dai personaggi nei loro spostamenti; gli episodi vengono chiamati station proprio come se fossero delle stazioni della metropolitana.
| Nº           | Titolo italiano Giapponese 「Kanji」 - Rōmaji | In onda           | In onda           |
| Nº           | Titolo italiano Giapponese 「Kanji」 - Rōmaji | Giapponese        | Italiano          |
| 1ST STATION  | Suona la campana del destino 「運命のベルが鳴る」 - Unmei no beru ga naru | 7 luglio 2011     | 20 settembre 2012 |
| 1ST STATION  | In casa Takakura è un giorno di festa: la piccola Himari — gravemente malata — sta meglio e i suoi fratelli maggiori Shōma e Kanba (gemelli) organizzano una gita all'acquario di Ikebukuro. Qui Himari ha un collasso e, nonostante le cure dei medici, muore. Kanba e Shōma, disperati, sono al capezzale della sorella quando si accorgono che Himari si è rianimata e sta indossando un cappello a forma di pinguino (regalatole da Shōma). I ragazzi tornano a casa e, la mattina seguente, ricevono una scatola contenente tre uova congelate. Durante il pranzo Himari, con indosso il cappello, pronuncia le parole «Strategia di sopravvivenza!»: la bimba sembra posseduta dal cappello e si trasforma in una ragazza che sostiene di poter salvare la vita di Himari se Shōma e Kanba le porteranno il Pingdrum. I ragazzi decidono di mettersi alla ricerca di questo oggetto misterioso; al loro fianco avranno tre pinguini (nati dalle uova congelate) che sono visibili soltanto ai tre fratelli Takakura. |                   |                   |
| 2ND STATION  | Una pericolosa strategia di sopravvivenza 「危険な生存戦略」 - Kiken na seizon senryaku | 14 luglio 2011    | 27 settembre 2012 |
| 2ND STATION  | L'entità del cappello di Himari dà a Shōma e Kanba un indizio per la ricerca del Pingdrum: Ringo Oginome è la probabile custode dell'oggetto e potranno incontrarla sulla metropolitana. I ragazzi seguono le indicazioni e scoprono che Ringo è una studentessa sedicenne. Con l'aiuto dei pinguini tengono sotto controllo la ragazza per tutta la giornata; dopo le lezioni Ringo si reca in un negozio a Ikebukuro e, arrampicandosi pericolosamente sul palazzo, riesce a fotografare il nido di una rondine rossiccia. Shōma e Kanba pensano che quella foto sia il Pingdrum e seguono Ringo fino alla stazione di Ogikubo. Qui scoprono che la ragazza vuole incontrare Keiju Tabuki — insegnante di Shōma e Kanba appassionato di ornitologia — per mostrargli la foto. Dopo l'incontro Ringo segue Tabuki fino a casa; Shōma e Kanba continuano a pedinarla e si rendono conto che Ringo, innamorata di Tabuki, lo spia morbosamente quasi come se fosse una stalker. La ragazza, inoltre, possiede un diario che sembra predire il futuro: tutti gli avvenimenti accaduti nella giornata erano già annotati con precisione. |                   |                   |
| 3RD STATION  | E poi mangiami curryosamente... 「そして華麗に私を食べて…」 - Soshite karei ni watashi o tabete... | 21 luglio 2011    | 4 ottobre 2012    |
| 3RD STATION  | In casa Oginome è tradizione, il 20 di ogni mese, mangiare il curry in famiglia. Visto che la madre è impegnata Ringo decide di cucinare il piatto per mangiarlo insieme a Tabuki. Mentre lei è a scuola Shōma e Kanba entrano nel suo appartamento per cercare il Pingdrum. Il rientro di Ringo interrompe i due ragazzi, che si nascondono dietro il divano del soggiorno. Ringo non si accorge di Shōma e Kanba e, dopo aver cucinato, si reca da Tabuki (pedinata dai ragazzi) con una pentola contenente il suo curry. A casa Tabuki Ringo scopre che il professore abita con una donna e che lei gli sta cucinando il curry; la ragazza, con destrezza, sostituisce il curry che è in preparazione con la pentola che si è portata da casa e se ne va senza farsi vedere da Tabuki che nel frattempo è rientrato. Mentre Ringo torna a casa si scontra con un gatto in fuga e cade violentemente a terra. Himari, che poco prima aveva avuto un incidente con lo stesso gatto, soccorre Ringo e la porta a casa Takakura. Shōma e Kanba rientrano a casa e rimangono stupiti quando vedono Ringo che, in perfetta sintonia con la sua nuova amica Himari, sta cucinando il curry per tutti. Dopo cena Ringo torna a casa e mentre è in metropolitana controlla il suo diario: anche in questa occasione gli eventi che erano già scritti si sono avverati. |                   |                   |
| 4TH STATION  | La principessa che discende danzando 「舞い落ちる姫君」 - Mai ochiru himegimi | 28 luglio 2011    | 11 ottobre 2012   |
| 4TH STATION  | Ringo è dai Takakura, con l'aiuto di Himari sta preparando il bentō per l'incontro di birdwatching a cui parteciperà insieme a Tabuki. La ragazza ha organizzato tutto nei minimi dettagli, l'incontro sarà per lei una sorta di primo appuntamento con il professore. Kanba è quasi sicuro che il Pingdrum sia sempre a stretto contatto di Ringo e chiede a Shōma di andare con lei: dovrà approfittare di un momento di distrazione per controllare il contenuto della sua borsa. Una volta al parco Ringo vede che Tabuki è in compagnia di Yuri Tokikago, una famosa attrice che lui presenta come amica d'infanzia; Ringo si accorge che Yuri è la donna che era nell'appartamento di Tabuki quando voleva mangiare il curry con lui, e inizia a credere che tra loro ci sia una relazione. Il piano di Ringo sembra andare a monte ma gli eventi, anche se stanno prendendo una piega strana, rispettano quanto scritto sul suo diario (che chiama "del destino"). Shōma, sbirciando il diario di Ringo, si accorge di quanto sia particolare e inizia a credere che sia il Pingdrum. Nel frattempo Kanba incontra tre sue ex ragazze, che vogliono vendicarsi per essere state scaricate senza spiegazioni. Al parco Ringo rischia di annegare cadendo nel laghetto; grazie a Shōma (che si tuffa per salvarla e le pratica la respirazione bocca-a-bocca) tutto si risolve con un grande spavento. Anche in questo caso quanto è scritto sul diario si avvera, anche se con delle varianti. Nel diario è scritto anche che alle 9 di sera una ragazza con le scarpe rosse cadrà dalle scale mobili della stazione di Akasaka-mitsuke; la profezia si avvera, la ragazza che cade (a causa di una spinta) è Asami Kuhō, una delle ex di Kanba. |                   |                   |
| 5TH STATION  | Ecco perché lo faccio 「だから僕はそれをするのさ」 - Dakara boku wa sore o suru no sa | 4 agosto 2011     | 18 ottobre 2012   |
| 5TH STATION  | Lo zio di Kanba, Shōma e Himari ha bisogno di soldi e pensa di vendere la casa dove abitano i tre ragazzi. Kanba studia il modo di procurarsi il denaro, mentre Shōma accompagna Himari all'ospedale per un controllo; le condizioni di salute della piccola sono buone e il dottor Washizuka (che ha in cura Himari) inizia a pensare a un miracolo. Sulla strada di casa, sotto la pioggia, Shōma e Himari trovano una delusa Ringo: voleva offrire a Tabuki un dolce ma passando davanti a un locale ha visto Yuri insieme a Tabuki che sta mangiando proprio quel dolce. I fratelli Takakura ospitano Ringo per darle modo di asciugarsi e per cenare insieme. Durante il pasto a base di nikujaga Shōma chiede a Ringo di poter vedere il diario. Al rifiuto della ragazza (che dice che il diario è il suo destino) Shōma spiega che ne ha bisogno per darlo all'entità presente nel cappello di Himari come corrispettivo per la salvezza della bimba. Ringo non crede a Shōma e si infuria; nello stesso momento Himari indossa il cappello e si trasforma. La versione di Himari controllata dal cappello indica a Shōma che vuole il diario di Ringo; tra le due ragazze nasce un furioso litigio durante il quale Ringo strappa il cappello a Himari e lo scaraventa in strada. Himari (tornata normale) sviene e Shōma inizia una disperata ricerca del cappello — che è agganciato a un camion in corsa — per salvare la vita a Himari. Shōma è stremato e lascia il compito di recuperare il cappello a Kanba che stava rientrando a casa. Dopo un rocambolesco inseguimento Kanba recupera il cappello e rientra a casa. Il cappello viene messo sul corpo di Himari e lei si riprende: tutto è andato per il meglio e Kanba (che ha ricevuto del denaro da un misterioso individuo salito sulla metropolitana alla stazione di Kasumigaseki) ha i soldi per aiutare lo zio. |                   |                   |
| 6TH STATION  | La M che lega te e me 「Mでつながる私とあなた」 - Emu de tsunagaru watashi to anata | 18 agosto 2011    | 25 ottobre 2012   |
| 6TH STATION  | Ringo si sta organizzando per trasferire le sue cose a casa del professore. Shōma vuole sempre controllare il diario della ragazza; lei gli permetterà di guardarlo solo se gli darà una mano nel trasloco per realizzare quello che lei definisce "il progetto M". Shōma accetta ma si trova in seria difficoltà perché Ringo vuole completare l'operazione entro la sera per trascrrere la notte con il professore. Dopo uno dei tanti viaggi Shōma si riposa sul divano di casa Oginome quando Ringo, febbricitante, lo scambia per Tabuki e tenta di baciarlo. Mentre Ringo riposa nel suo letto ha un sogno che è un flashback sul passato: il diario che custodisce gelosamente era di sua sorella Momoka (morta il giorno della nascita di Ringo) e lei tenta di rivivere gli eventi accaduti alla sorella perché pensa che se lei diventasse Momoka tutti sarebbero felici (a partire dai genitori, divisi tra il dolore della perdita di Momoka e la gioia per la nascita di Ringo). Sempre nel sogno si scopre che Tabuki era un compagno di scuola di Momoka, e lei gli ha cambiato la vita: senza Momoka il mondo per Tabuki è confuso e indefinito come il gatto di Schrödinger. Intanto Kanba vive una situazione strana: all'ospedale Asami non lo riconosce, come se si fosse dimenticata completamente di lui; la stessa sorte capita anche a Yui e Chizuru (le altre sue ex) dopo essere state colpite in fronte da una grossa biglia rossa sparata da Masako Natsume, una strana ragazza dai capelli rossi. Shōma rientra a casa e qui Himari, posseduta dal cappello, conferma di volere il diario di Ringo e che Shōma dovrà fare di tutto per assecondarla. Ringo si trasferisce nel vespaio posto sotto l'appartamento di Tabuki dove ha realizzato una specie di appartamento per trascorrere la prima notte insieme a lui (anche se si accontenta di spiarlo con una radio). Intanto Masako, che possiede un pinguino simile a quello dei Takakura, al telefono parla di mettere in atto il "progetto M". |                   |                   |
| 7TH STATION  | Colei che prepara l'elisir di Ranamore 「タマホマレする女」 - Tamahomare suru onna | 25 agosto 2011    | 1º novembre 2012  |
| 7TH STATION  | Ringo riceve un messaggio da Tabuki: il professore vuole invitarla a una rappresentazione teatrale. La ragazza è al settimo cielo, ma quando scopre che il ruolo della protagonista viene interpretato da Yuri si rende conto che l'incontro con Tabuki ha poche possibilità di trasformarsi in un appuntamento galante. Dopo lo spettacolo Ringo viene invitata a cena da Tabuki; con loro c'è anche Yuri che, durante il pasto, invita Ringo e Shōma a un ricevimento che si terrà la domenica successiva. Shōma e Ringo sono alla festa e Yuri annuncia di volersi ritirare dal mondo dello spettacolo perché si è fidanzata con Tabuki e vuole vivere insieme a lui. La notizia è un vero e proprio shock per Ringo, ora il suo "progetto M" ha poche possibilità di essere realizzato. Mentre Shōma e Ringo tornano a casa in metropolitana all'altezza della stazione di Akasaka-mitsuke accadono varie cose: Ringo convince Shōma a darle una mano a preparare un elisir d'amore, Kanba riceve altri soldi dal misterioso individuo e Masako ribadisce di voler portare a termine il "progetto M". Shōma asseconda Ringo nella preparazione dell'elisir d'amore perché vuole guardare il diario della ragazza; il compito è duro perché l'ingrediente principale sono le uova che una rana magica dovrà deporre sulla schiena di Shōma. Con molte difficoltà la rana depone le uova, ma Ringo non riesce a raccoglierle perché il pinguino 2. le mangia prima che lei possa prenderle. Ringo torna sotto l'appartamento di Tabuki; dopo aver fatto un sogno nel quale Yuri le suggerisce che l'unico modo per conquistare Tabuki sarebbe dargli un figlio legge il diario e vede la frase "Progetto M: M=Grande strategia di maternità". Il piano di Ringo cambia e lei, sollevando una delle tavole del pavimento, si introduce nell'appartamento di Tabuki intenzionata a entrare nel suo futon. |                   |                   |
| 8TH STATION  | Anche se il tuo amore è una bugia, io... 「君の恋が嘘でも僕は」 - Kimi no koi ga uso de mo boku wa | 1º settembre 2011 | 8 novembre 2012   |
| 8TH STATION  | Ringo è decisa a concedersi a Tabuki; la ragazza rimane senza parole quando scopre che sotto la coperta del futon ci sono soltanto dei pupazzi. Tabuki, quella notte, era a casa di Yuri per un'emergenza anticipando la convivenza con la fidanzata. Ringo è confusa; rientrando a casa si ferma all'acquario di Ikebukuro e vede il padre chiedere alla nuova compagna di sposarlo. La ragazza è turbata ed è sempre più decisa a fare in modo che gli eventi scritti sul diario si realizzino (visto che crede che questo sia l'unico modo per riportare la serenità nella sua famiglia dopo la morte di Momoka). Dopo aver riportato le sue cose a casa Ringo decide di visitare il nuovo appartamento di Tabuki e prepara un dolce da portare al professore. A casa di Tabuki — solo perché Yuri è a Osaka per lavoro — Ringo vuole mettere in atto il suo nuovo piano: il dolce contiene un sonnifero, Tabuki e Shōma (che si è aggregato a lei per controllarla) si addormentano e Ringo ne approfitta per portare Tabuki in camera da letto. Con l'aiuto di una parrucca bionda e indossando una sottoveste sexy Ringo spera di confondere Tabuki e di riuscire a concepire un figlio con lui. Il piano viene mandato a monte da Shōma (che non si era addormentato del tutto) e soprattutto da Yuri che non è riuscita a partire per il maltempo e sta rientrando a casa. Shōma e Ringo riescono a fuggire sulla scala esterna all'appartamento; i due hanno uno scontro e il diario cade sul marciapiede. Sotto la pioggia battente, scalza e con addosso solo la sottoveste Ringo scende a recuperare il diario. Una moto giunge alle sue spalle e le strappa il diario che si divide in due parti: una rimane a Ringo e l'altra viene presa dal centauro. Ringo è scioccata e, barcollando, inizia a camminare in strada senza accorgersi di un'auto che arriva alle sue spalle. Shōma fa in tempo a spingere via Ringo per salvarla, ma viene colpito dall'auto e rimane a terra svenuto. |                   |                   |
| 9TH STATION  | Il mondo di ghiaccio 「氷の世界」 - Kōri no sekai | 8 settembre 2011  | 15 novembre 2012  |
| 9TH STATION  | L'episodio è un flashback sull'infanzia di Himari. La ragazzina sta facendo un sogno, ambientato nell'acquario di Ikebukuro pochi istanti prima del suo collasso. Mentre Shōma è in coda alla cassa del negozio di souvenir lei segue il pinguino 3. che aveva visto pochi istanti prima nella vasca dei pinguini; tra gli spettatori nota un bambino con indosso un cappello uguale a quello che Shōma sta comprando per lei. Seguendo il pinguino Himari, dopo aver preso uno strano ascensore, si ritrova davanti alla biblioteca che frequenta abitualmente. Dopo aver restituito dei libri, seguendo il pinguino, compie un percorso tortuoso per cercare il libro Ranocchio salva Tokyo. Himari si ritrova in zone sconosciute della biblioteca quando incontra un uomo: è Sanetoshi, bibliotecario addetto alla zona nascosta del locale riservata solo alle persone scelte dal destino. Sanetoshi mostra a Himari vari libri che narrano la storia della sua infanzia: l'amicizia con Hibari e Hikari, il sogno delle tre di diventare delle idol formando il gruppo delle Triple H al quale Himari è costretta a rinunciare per un incidente accaduto alla madre, il ritiro di Himari da scuola e la scoperta (due anni dopo) che Hibari e Hikari sono diventate famose come le Double H (evento che non turba Himari, che anzi è una fan delle amiche). Sanetoshi mette in testa a Himari il cappello, dicendo che è "una corona di fiori da dedicare alla sposa del destino"; il sogno termina con Himari che sviene mentre Sanetoshi le dà una mela. Himari si sveglia, confusa e frastornata dal sogno, quando squilla il telefono: dall'altra parte c'è Ringo che le comunica che Shōma ha avuto un incidente ed è in ospedale. |                   |                   |
| 10TH STATION | Perché lo amo 「だって好きだから」 - Datte suki dakara | 15 settembre 2011 | 22 novembre 2012  |
| 10TH STATION | Shōma si risveglia in ospedale, l'incidente gli ha procurato solo delle contusioni. Ringo è accanto a lui per scusarsi di quanto è successo la sera prima quando Masako (travestita da infermiera) entra nella camera portando il pasto per Shōma nel quale ha messo un sonnifero. Con una scusa Masako allontana Ringo; appena Shōma si addormenta lo rapisce e lo nasconde nei sotterranei dell'ospedale. Ringo e Kanba si chiedono dove sia finito Shōma, quando arriva un messaggio sul cellulare di Kanba: il ragazzo dovrà consegnare il diario di Ringo per riavere il fratello. Kanba si reca sul tetto dell'ospedale — luogo dell'incontro — con una rivista che spaccia per il diario; Masako (nascosta alla sua vista) tenta di colpirlo con le biglie rosse usate per far perdere la memoria alle ex del ragazzo. Kanba sfugge all'attacco mentre Masako — resasi conto dell'inganno — fugge. Kanba inizia a dirigersi verso i sotterranei cercando il fratello; lungo il tragitto ha una serie di visioni che dovrebbero ricordargli alcuni eventi della vita passata. Nel frattempo Ringo riceve una telefonata da Masako che le chiede di andare sul tetto e di lasciar cadere il diario nel parcheggio sottostante per liberare Shōma. Kanba giunge in una stanza nel sotterraneo dell'ospedale e trova Shōma legato a un tavolo; nello stesso momento Masako entra nella stanza e, dopo aver tentato di colpire Kanba con le sue biglie, lo bacia appassionatamente e fugge. Ringo intanto è decisa a salvare Shōma e, anche se a malincuore, va sul tetto dell'ospedale e lascia cadere il diario; appena questo giunge a terra viene raccolto da uno sconosciuto che fugge immediatamente. Masako è in metropolitana e, tenendo la metà del diario di Ringo, afferma che ora potrà mettere in atto il "progetto M"; nello stesso momento un bambino che indossa un cappello identico a quello di Himari pronuncia le parole "strategia di sopravvivenza!". Masako annuisce e chiama il bambino per nome: Mario. |                   |                   |
| 11TH STATION | Finalmente hai capito 「ようやく君は気がついたのさ」 - Yōyaku kimi wa kigatsuita no sa | 22 settembre 2011 | 29 novembre 2012  |
| 11TH STATION | Kanba è dai Natsume per chiarirsi con Masako. La ragazza è molto legata a lui, quasi come se fosse una delle sue tante ex; Kanba chiede il diario di Ringo ma Masako si rifiuta decisa: anche lei ne ha bisogno per salvare la vita al fratello minore Mario che sembra condividere il destino di Himari. Sulla metropolitana Shōma bisticcia con Ringo perché lei è comunque decisa a mettere in atto il suo "progetto M" conquistando Tabuki. Ringo prepara una nuova pozione d'amore che somministra l'indomani a Tabuki. La pozione ha effetto sul professore che dichiara il suo folle amore a Ringo e conduce la ragazza nel suo appartamento: approfittando dell'assenza di Yuri per lavoro Ringo avrà finalmente l'occasione di concepire un figlio con lui. Le cose sembrano andare come voluto da Ringo ma lei, quando è già sul letto insieme a Tabuki, improvvisamente cambia idea e decide di andarsene. Tabuki (sotto l'effetto della pozione) reagisce con veemenza dopo essere stato scaricato da Ringo; lei si salva solo perché riesce a chiudere Tabuki nella camera. Yuri, rientrata in casa, assiste alla scena; quando Ringo le chiede di lasciare Tabuki perché lui è innamorato di lei le dice che dovrebbe essere più sincera con i suoi sentimenti visto che in realtà è innamorata di Shōma e non del professore. Ringo rientra a casa e qui, sulla strada, trova Shōma insieme a Himari. Il ragazzo si vuole scusare per lo screzio della mattina e Ringo, dopo avergli detto con violenza di amare Tabuki, racconta la storia di Momoka. Ringo è nata il 20 marzo 1995, lo stesso giorno in cui la sorella morì in un grave attentato; questo la porta a credere di essere la reincarnazione di Momoka e la spinge a fare in modo che le cose scritte nel diario si esaudiscano. Dopo queste parole Shōma confida che lui e Kanba (nati anche loro il 20 marzo 1995) probabilmente sono in parte responsabili della morte di Momoka. |                   |                   |
| 12TH STATION | La ruota che gira intorno a noi 「僕たちを巡る輪」 - Bokutachi o meguru wa | 29 settembre 2011 | 6 dicembre 2012   |
| 12TH STATION | Kanba rientra a casa e riceve una telefonata da Sanetoshi che gli comunica che quella sera Himari morirà nuovamente. Una serie di flashback spiega il filo che lega tra loro i personaggi. I genitori di Shōma facevano parte della setta che ha organizzato l'attentato in cui è morta Momoka (della quale non è mai stato ritrovato il corpo), questo è il motivo per cui il ragazzo si ritiene responsabile dell'accaduto; Tabuki è scampato all'attentato soltanto perché quel giorno ha perso il treno che solitamente prendeva per andare a scuola. Dopo questo racconto Himari (posseduta dall'entità del cappello) ha un nuovo collasso e sviene. Dopo una disperata corsa in ospedale Ringo e Shōma sono davanti alla camera di Himari. Il ragazzo racconta la storia di Mary, una contadina che aveva tre pecorelle e che, per rimediare a un suo errore, è costretta a sacrificarne una. Kanba giunge in ospedale nel momento in cui Himari muore; al capezzale della sorella tenta di rianimarla facendole indossare il cappello e sacrificando una parte di sé offrendola all'entità del cappello ma i suoi tentativi sono vani. Mentre Kanba impreca contro il destino dicendo che era meglio che morisse lui al posto di Himari Sanetoshi entra nella stanza accompagnato da due bambini: l'uomo, con fare deciso, dice che lui non va bene per saldare il debito con il destino, perché il castigo deve essere "il più iniquo e irragionevole possibile" come recita il finale della storia raccontata da Shōma. |                   |                   |
| 13TH STATION | Il nostro delitto e castigo 「僕と君の罪と罰」 - Boku to kimi no tsumi to batsu | 6 ottobre 2011    | 24 gennaio 2013   |
| 13TH STATION | Sanetoshi, mentre Kanba è davanti a Himari priva di conoscenza, mostra al ragazzo il contenuto di due valigette portate dai bambini che lo accompagnano: delle mele che contengono una fiala di un farmaco sperimentale. Il farmaco è in grado di salvare Himari ma Sanetoshi pretende in cambio un corrispettivo. Kanba dice di essere in grado di procurare qualsiasi somma di denaro; Sanetoshi chiede se il ragazzo sarebbe disposto anche a dare il suo cuore pur di salvare la sorella. Alla risposta affermativa di Kanba Sanetoshi inietta il farmaco a Himari che, immediatamente, riprende conoscenza. Nel frattempo Shōma racconta a Ringo che questo è il castigo della famiglia Takakura; una serie di flashback mostrano quanto accadde tre anni prima, quando i loro genitori furono arrestati perché sospettati di essere a capo della setta che organizzò l'attentato alla metropolitana di Tokyo. Dopo questi avvenimenti Sanetoshi narra la storia del suo incontro con Momoka avvenuto sedici anni prima; l'uomo dice che Momoka fu l'unica a capirlo veramente ma non accettò di aiutarlo nel suo compito di salvare il mondo. Masako riceve una telefonata da Sanetoshi che chiede informazioni sulla salute di Mario: anche lui ha ricevuto il farmaco e ora sta bene. Santeoshi, in chiusura della telefonata, dice a Masako di sapere chi ha la seconda parte del diario di Ringo che lei sta cercando. L'episodio termina con un incontro tra Ringo e Tabuki; entrambi sono rimasti confusi quando hanno conosciuto i familiari di chi ha organizzato l'attentato in cui è morta Momoka, ma non riescono a provare rabbia o vendetta nei confronti di Shōma e Kanba. |                   |                   |
| 14TH STATION | La principessa delle menzogne 「嘘つき姫」 - Usotsuki hime | 13 ottobre 2011   | 31 gennaio 2013   |
| 14TH STATION | Yuri è a casa di Tsubasa Yūki, l'attrice che le fa da partner nella commedia La tragedia di M.; tra le due c'è una relazione sentimentale che Yuri è decisa a troncare. Ringo incontra Shōma per chiedergli informazioni su Himari; lui le risponde bruscamente che non è il caso che continuino a frequentarsi, teme che Ringo come tutti volti le spalle ai Takakura per quanto accaduto nell'attentato. Ringo dice di non aver mai pensato a una cosa del genere ma si rende conto che per Shōma è doloroso stare vicino a lei e, a malincuore, accetta di non vedere più i Takakura. La ragazza è disperata quando Yuri la incontra e le propone di fare una gita tra ragazze. Kanba porta a Sanetoshi i soldi richiesti per proseguire la cura per Himari, ma il dottore vuole altro denaro. Kanba è in metropolitana, alla stazione di Akasaka-mitsuke sale un gruppo di uomini vestiti di nero che gli consegnano dei soldi; poco dopo Masako entra nello scompartimento di Kanba e colpisce con le sue biglie che fanno perdere la memoria gli uomini in nero. Masako non vuole che Kanba stringa accordi con persone equivoche e si offre di dargli i soldi necessari per curare Himari ma il ragazzo rifiuta. Intanto Yuri e Ringo sono giunte in un ryokan; mentre sono alle terme Yuri confida a Ringo quanto Momoka sia stata importante per lei, riuscendo a cambiarle il destino. Durante la cena Yuri, dopo aver fatto notare a Ringo quanto somigli a sua sorella, dà alla ragazza una bevanda contenente un sonnifero. Ringo si addormenta immediatamente e Yuri la porta sul futon; nella manovra lo yukata della ragazza si allenta lasciandola seminuda. Yuri è certa di poter far rivivere Momoka in Ringo; dal suo yukata estrae la seconda metà del diario di Ringo (un flashback mostra che lei era la motociclista che le aveva rubato il diario) e, dopo aver spogliato la ragazza ed essersi tolta lo yukata, tenta di baciarla. |                   |                   |
| 15TH STATION | Colei che salva il mondo 「世界を救う者」 - Sekai o sukuu mono | 20 ottobre 2011   | 7 febbraio 2013   |
| 15TH STATION | Shōma si trova casualmente nella stanza accanto a quella occupata da Yuri e Ringo; quando capisce le intenzioni di Yuri si precipita per salvare Ringo ma per l'irruenza scivola e cade battendo la testa. Yuri ripercorre la storia della sua infanzia: all'epoca viveva con il padre scultore in una Tokyo con lo skyline caratterizzato da una statua maestosa, il David di Michelangelo. Yuri era sottomessa al padre che la picchiava e considerava la statua il simbolo della sua prigionia. A scuola conosce Momoka, la prima bambina che le avesse dimostrato un affetto sincero. Momoka le rivela di essere in grado di cambiare il destino delle persone recitando una formula contenuta nel suo diario, anche se questo le causa delle ferite come se fossero un prezzo da pagare. Momoka sa che Yuri sta per morire a causa del padre e le propone di cambiare il suo destino; a queste parole Yuri fugge credendo che l'amica la prenda in giro e torna dal padre che, con estrema crudeltà, progetta di ucciderla. Momoka nel frattempo cambia il destino di Yuri che, dopo aver perso i sensi, si affaccia alla finestra di casa: la statua non c'è più (così come il padre), al suo posto è apparsa la Tokyo Tower. Momoka rimane gravemente ustionata ma si riprende; al suo capezzale Yuri si rende conto dell'importanza del gesto fatto dalla sua amica per puro amore. Mentre Yuri rivive la sua infanzia Masako (travestita da cameriera) si introduce nella sua camera per rubarle la metà del diario in suo possesso. Le due donne combattono strenuamente e Masako riesce a prendere la metà del diario di Yuri; lei però aveva con se una copia falsa, e Masako non è riuscita a rimettere insieme il diario di Ringo. L'episodio termina con una riflessione di Yuri: sa che Momoka, scomparsa durante l'incidente alla metropolitana, ha cambiato il destino del mondo ed è intenzionata a riportarla in vita usando la formula scritta nel diario. |                   |                   |
| 16TH STATION | L'uomo che non muore 「死なない男」 - Shinanai otoko | 27 ottobre 2011   | 14 febbraio 2013  |
| 16TH STATION | Masako rimette insieme le due metà del diario e scopre che la parte rubata a Yuri non è altro che uno scherzo. Viene narrata la storia di lei e Mario bambini: i due vivevano con il nonno paterno da quando il padre li ha lasciati. Il nonno di Masako era un uomo risoluto e autoritario che ha fondato un'importante società finanziaria; Masako lo ha sempre odiato perché convinta che la sua presenza avrebbe impedito il ritorno del padre, al punto di arrivare a sognare spesso di ucciderlo in modi alquanto fantasiosi. Il nonno, che iniziava le sue giornate brandendo una shinai mentre gridava le parole «Io non verrò mai schiacciato!», morì avvelenato dopo aver mangiato un sashimi di pesce palla preparato da lui stesso. Alla sua morte Masako, come erede universale, iniziò a dirigere la società; il padre però non tornò da lei e Mario. Mentre Masako ripensa al passato si accorge che Mario è nel giardino di casa e imita gli esercizi mattutini del nonno. Masako scopre con terrore che il piccolo è posseduto dallo spirito del nonno (che non l'ha mai ritenuta degna di dirigere la società) e le sta proponendo una sfida contro la sorte. Su un tavolo ci sono due piatti di sashimi di pesce palla, uno preparato da un cuoco esperto e uno contaminato dal veleno; lei e Mario dovranno mangiarne uno a testa, chi sopravviverà sarà a capo della società. Masako, per evitare rischi a Mario, decide di mangiarsi entrambi i piatti ma rimane intossicata dal veleno. La donna si riprenderà dopo alcuni giorni, durante il quale ha fatto uno strano sogno in cui il padre e Kanba si aggregano a un gruppo di persone vestite di nero (come gli uomini che portano i soldi a Kanba) guidate da Sanetoshi che le promette di salvare Mario se si unirà al suo progetto. Masako si affaccia alla finestra della camera e si accorge che Sanetoshi la sta osservando dal giardino. |                   |                   |
| 17TH STATION | Chi non può essere perdonato 「許されざる者」 - Yurusarezaru mono | 2 novembre 2011   | 21 febbraio 2013  |
| 17TH STATION | Shōma e Kanba sono in ospedale da Himari per prepararle un pranzo a base di takoyaki. Mentre i ragazzi riflettono sul fatto che con la cura di Sanetoshi Himari sta meglio e non sono più obbligati a cercare oggetti misteriosi, la piccola si trasforma nell'entità del cappello: Shōma e Kanba dovranno continuare a cercare il Pingdrum, altrimenti Himari morirà. Himari, prima di ritornare nella sua forma normale, dà a Kanba un suggerimento dicendogli che «il Pingdrum è il tuo...». Yuri e Tabuki ripensano a quanto è stata importante per loro Momoka; sui Takakura i due hanno visioni opposte: Yuri prova odio per i ragazzi a causa di quello che hanno fatto i loro genitori mentre Tabuki è convinto che le colpe dei padri non debbano ricadere sui figli e non riesce a provare rancore verso di loro. Himari lascia l'ospedale per alcune ore per andare a fare compere con Ringo, senza sapere che il suo gesto potrebbe costarle caro: deve ricevere una dose del farmaco entro la sera per non rischiare gravi danni alla salute. Mentre Ringo è con Himari riceve una telefonata da Yuri che invita le due ragazze a cenare con lei. Yuri è decisa a sfogare la sua rabbia su Himari; mentre pensa alla vendetta ha uno scontro con Masako che vuole prenderle la sua metà del diario. Nel frattempo Ringo e Himari, aspettando l'orario dell'incontro con Yuri, trovano Tabuki che le conduce al luogo dell'appuntamento con la moglie: il cantiere di un palazzo in costruzione. Il sole sta per tramontare; mentre i tre sono sull'ascensore che porta all'ultimo piano del palazzo Tabuki confida a Ringo che quella sera farà in modo che i Takakura abbiano il castigo che si meritano. |                   |                   |
| 18TH STATION | Perciò io vorrei che tu mi stessi vicino 「だから私のためにいてほしい」 - Dakara watashi no tame ni itehoshii | 9 novembre 2011   | 28 febbraio 2013  |
| 18TH STATION | Con una rapida manovra Tabuki esce dall'ascensore con Himari e blocca Ringo all'interno della cabina. Il professore, contrariamente a quanto affermato, vuole far pagare ai Takakura il loro debito con il destino. Una serie di flashback mostra che Tabuki da bambino era un bravo pianista; la nascita del fratello minore — più bravo di lui al pianoforte — gli ha fatto nascere un complesso di inferiorità che lo ha portato a ferirsi gravemente la mano sinistra. A causa dell'incidente la madre (famosa pianista che amava circondarsi di persone di talento) lo abbandonò, e Tabuki fu condotto al Macella-Bambini. Qui ricevette la visita di Momoka che, dopo avergli dichiarato il suo amore, lo portò via da quel luogo ferendosi a sua volta al polso sinistro. Dopo aver rivissuto gli eventi della sua infanzia Tabuki avvia il suo piano: dopo aver messo Himari in un cassone sospeso chiama Kanba dicendogli che salverà la bimba solo se gli porterà il padre. Kanba non è in grado di esaudire la richiesta — il padre è scomparso dal giorno dell'attentato — e Tabuki inizia a far saltare una dopo l'altra le funi che sostengono il cassone dove si trova Himari. Quando rimane una sola fune Tabuki propone uno scambio a Kanba: lascerà libera Himari se lui si sacrificherà al suo posto. Kanba accetta e appena Tabuki spezza l'ultima corda ne afferra le due estremità per trattenere il cassone. Ringo assiste impotente alla scena e dopo molte difficoltà riesce a chiamare Shōma dicendogli di raggiungerli; intanto Himari, che conosce la gravità della sua malattia, pensa di salvare Kanba gettandosi dal cassone. Appena Himari si lancia nel vuoto Shōma giunge sul cantiere e trova Kanba ferito appoggiato a un pilastro; da una scala scende Tabuki che, dopo aver liberato Ringo, è riuscito ad afferrare Himari mentre cadeva: la bimba è svenuta ma illesa e Tabuki la consegna a Kanba. Tabuki ha avuto la sua vendetta e se ne va soddisfatto; Shōma piange abbracciando i fratelli svenuti quando Ringo, alle sue spalle, gli dice che non potrà mai comportarsi come Tabuki. La ragazza si è innamorata di lui, e con le lacrime agli occhi, gli chiede di stargli sempre vicino. |                   |                   |
| 19TH STATION | La mia persona del destino 「私の運命の人」 - Watashi no unmei no hito | 16 novembre 2011  | 7 marzo 2013      |
| 19TH STATION | Dopo i tumultuosi eventi al cantiere Kanba si trova in un ramen-ya insieme ai genitori che si dicono soddisfatti per quello che ha fatto e che dovrà continuare a prendersi cura della famiglia Takakura; dopo un cenno del padre un uomo vestito in nero consegna a Kanba una busta piena di soldi. Tabuki intanto ha lasciato l'appartamento di Yuri, la loro famiglia era nata solo con lo scopo di far rivivere Momoka e ora non è più disposto a fingere che tra loro ci sia un sentimento che li lega. Dai Takakura si festeggia il ritorno di Himari con una cena a base di sukiyaki alla quale partecipa anche Ringo. Himari dona a Kanba e Shōma delle maglie fatte da lei mentre era in ospedale; quando vede che tra Ringo e Shōma c'è una grande complicità comincia a credere di perdere la sua importanza all'interno della famiglia Takakura. Masako incontra Sanetoshi perché vuole sapere quale sia il significato della formula contenuta nel diario di Momoka; il dottore replica che è solo una formula magica che gli è d'intralcio per il suo progetto di correggere gli errori del mondo, e vuole che lei e Kanba realizzino il sogno dei loro genitori. Mentre Himari si rende conto che non ricorda quasi niente della sua infanzia riceve una visita di Masako; la donna vuole portare via con se Kanba per toglierlo dalla famiglia Takakura ed è decisa a far ricordare a Himari gli eventi dell'infanzia. Masako tenta di colpire Himari con delle biglie blu capaci di far tornare la memoria quando Kanba e Shōma rientrano a casa. Masako si distrae e Himari ne approfitta per fuggire in strada; Kanba e Shōma riescono a bloccare Masako salvando Himari. La concitazione degli eventi ha fatto ricordare a Himari la sua infanzia: anche lei era al Macella-Bambini, quando un bimbo la prese con se per portarla nella sua famiglia. Il bambino, che le disse le parole «mangiamo insieme il frutto del destino» mentre le offriva una mela, era Shōma. |                   |                   |
| 20TH STATION | Grazie per avermi scelta 「選んでくれてありがとう」 - Erandekurete arigatō | 24 novembre 2011  | 14 marzo 2013     |
| 20TH STATION | Masako, dopo aver tentato di colpire Himari, dice a Shōma che lui, Kanba e la bimba devono smettere di comportarsi come una famiglia felice perché questa è solo una farsa. Dopo un pranzo cucinato da Himari Shōma è in metropolitana insieme a Ringo; il ragazzo dice che se la famiglia Takakura doveva ricevere un castigo era giusto che ricadesse solo su di lui. Ringo non capisce cosa voglia dire Shōma e lui spiega di aver voluto che Himari entrasse nella famiglia Takakura. Sei anni dopo l'attacco terroristico suo padre era a capo del "Gruppo Kiga" — il nome assunto dalla setta "Ping Force" dopo l'attentato — e stava tenendo una riunione in un anonimo appartamento posto in un grande condominio. Alla riunione erano presenti tre piccoli bambini in attesa che il padre intervenisse: Masako, Kanba e Mario. Shōma preferiva giocare fuori dall'appartamento quando notò una bimba che era da sola; la piccola era molto timida ma Shōma cercò di farci amicizia. Successivamente, approfittando del fatto che la bambina si prendeva cura di un gatto abbandonato, riuscì a entrarci in confidenza: la piccola disse di chiamarsi Himari e di volersi prendere cura del gatto perché sapeva che aveva di fronte un brutto destino. Per Himari il gatto era solo perché non era stato scelto da nessuno, e questo per lei equivaleva a essere morti. In seguito Shōma e Himari si presero cura del gatto, fino al giorno in cui scoprirono che era stato portato via dal condominio perché nessuno poteva tenere animali in quello stabile. Himari subì un altro duro colpo quando la madre la abbandonò portandola al Macella-Bambini; solo un disperato intervento di Shōma (che aveva letto il biglietto di addio della piccola) riuscì a salvare la bambina dall'abbandono. Intanto Kanba incontra nuovamente i genitori al ramen-ya: il padre è scandalizzato dal fatto che il mondo permetta ai bambini di diventare invisibili e vuole punirlo; tutto questo mentre Himari è a casa che prepara il curry alle mele insieme a Sun-Chan per i fratelli. |                   |                   |
| 21ST STATION | La porta del destino che scegliamo 「僕たちが選ぶ運命のドア」 - Bokutachi ga erabu unmei no doa | 1º dicembre 2011  | 21 marzo 2013     |
| 21ST STATION | Ringo viene avvicinata da un giornalista che sta preparando un articolo sull'attentato alla metropolitana e le chiede notizie sui tre ragazzi che vivono in casa Takakura fingendosi fratelli. Ringo scaccia l'uomo e avvisa Himari di quanto accaduto; la sera la bimba riceve la visita del giornalista: l'uomo sa che Kanba può curarla solo con i soldi che gli fornisce il Gruppo Kiga. Durante la notte Kanba esce di casa; Himari lo segue fino al ramen-ya e lo vede uscire dal locale insieme a un uomo del gruppo Kiga. Intanto Sanetoshi ha un incontro con il dottor Washizuka; Sanetoshi era un suo assistente, che divenne il leader della Ping Force e scomparve dopo l'attentato alla metropolitana. Il giornalista incontra Shōma e gli racconta dei rapporti tra Kanba e il Gruppo Kiga. I fratelli hanno un duro scontro sulla strada di casa e Shōma (che non vuole che Kanba sia legato alla setta che ha organizzato l'attentato) inizia a battersi con Kanba. Quest'ultimo ha la meglio ed è intenzionato a continuare a prendere i soldi del Gruppo Kiga; Kanba decide quindi di andarsene da casa Takakura. Mentre i ragazzi si battono Tabuki (insieme a Yuri) giunge al ramen-ya intenzionato ad uccidere Kenzan Takakura, il padre di Shōma e l'autore dell'attentato. Il locale è abbandonato, al suo interno si trova uno scheletro umano avvolto da un giubbotto della Ping Force con il nome "K. Takakura"; Yuri, soddisfatta per la morte di Kenzan, propone a Tabuki di tornare con lei. Il loro dialogo viene interrotto da un uomo vestito in nero che si introduce nel locale e ferisce uno di loro con una pugnalata. Shōma rientra a casa e informa Himari delle intenzioni di Kanba; sa che la cura di Sanetoshi non è più efficace e propone a Himari di trasferirsi a casa dello zio ponendo fine alla farsa della famiglia Takakura. La bimba si è incontrata con Masako e conosce tutta la storia di Kanba: il ragazzo seguì il padre nella setta per salvare i fratelli Mario e Masako e quando l'uomo morì Kenzan Takakura lo prese in casa come se fosse suo figlio. Himari lascia casa Takakura, andando al Gruppo Kiga insieme a Kanba per convincere il ragazzo a lasciare i terroristi. |                   |                   |
| 22ND STATION | Uno splendido feretro 「美しい棺」 - Utsukushii hitsugi | 8 dicembre 2011   | 28 marzo 2013     |
| 22ND STATION | Ringo trova due individui misteriosi alla porta di casa Takakura e, arrivando alle loro spalle, chiede cosa stiano facendo. Gli sconosciuti si rivelano essere le Double H: Hibari e Hikari vorrebbero salutare Himari e ringraziarla per l'amicizia e il sostegno verso di loro. Visto che Himari non c'è Ringo prende il regalo che le hanno portato le Double H, il disco del loro ultimo singolo. Shōma rientra a casa e confida a Ringo che Himari è sparita; Ringo pensa che sia andata insieme a Kanba. Alla base del Gruppo Kiga Kanba sta organizzando un nuovo attacco dopo quello che seminò il panico sedici anni prima: Sanetoshi gli ha detto che la malattia di Himari è incurabile ma potrà salvarla solo se lui accetterà di prendere il posto del padre nel gruppo. Himari cerca di convincere Kanba a non unirsi al Gruppo Kiga; quando rimane sola perché il ragazzo parte per una missione insieme agli altri componenti del gruppo inizia a pensare che, se fosse morta il giorno del suo collasso all'acquario, Kanba non avrebbe avuto alcun problema. Ringo intanto incontra Yuri che le restituisce la metà del diario in suo possesso: dopo gli eventi della notte prima al ramen-ya — la scoperta della morte di Kenzan Takakura e il ferimento di Tabuki da parte di un uomo vestito in nero che in realtà era Tsubasa Yūki in un impeto di gelosia — non ne ha più bisogno per vendicare Momoka. Kanba è con Masako, la ragazza lo informa che la polizia è sulle sue tracce e che dovrebbe arrendersi per evitare di essere preso con la forza. Kanba si nasconde nei sotterranei di Tokyo, seguito da Masako che tenta disperatamente di fermare il fratello; la polizia circonda i due e, visto che Kanba non vuole arrendersi, apre il fuoco su di loro. Kanba si getta su Masako per farle scudo con il corpo e viene ferito, ma non si consegna. Mentre gli uomini del gruppo Kiga lo portano via Masako rimane a fare da bersaglio alle squadre di assalto della polizia che iniziano a sparare contro di lei. |                   |                   |
| 23RD STATION | Il capolinea del destino 「運命の至る場所」 - Unmei no itaru basho | 15 dicembre 2011  | 4 aprile 2013     |
| 23RD STATION | Un flashback ripercorre l'incontro tra Sanetoshi e Momoka il giorno dell'attentato. Momoka si presenta davanti a Sanetoshi recitando la formula per il cambio di destino; l'uomo scaglia una maledizione contro Momoka che si ritorce parzialmente su di lui: entrambi muoiono, lo spirito di Momoka si trasferisce in due cappelli da pinguino (quelli di Himari e Mario) mentre quello di Sanetoshi dà vita a due conigli neri. Himari è nuovamente all'ospedale, Ringo sente il dottor Washizuka mentre comunica a Shōma che la bimba ha poche ore di vita. Intanto Kanba, scampato alla sparatoria, assiste a un "incantesimo" di Sanetoshi: Masako, gravemente ferita, muore nel suo letto ma un semplice tocco dei monitor a cui è collegata da parte dell'uomo la riporta in vita. Kanba è certo che Sanetoshi possa salvare Himari e, dopo aver preso la metà del diario di Masako, si allea con lui. Shōma è con Himari e, nel dormiveglia, la sogna mentre gli chiede di rimanere vicino a Kanba che si è come smarrito. Shōma si sveglia quando Kanba entra nella camera di Himari per portarla con sé da Sanetoshi; Shoma cerca di bloccare Kanba che, per liberarsi, gli spara una delle biglie rosse. Ringo ripensa alle parole di Yuri sull'importanza della formula contenuta nel diario e vuole usarla per cambiare il destino di Himari; mentre è assorta nei suoi pensieri riceve una telefonata di Kanba. Il ragazzo le chiede di andare all'acquario portando con se il diario perché vuole riunirlo alla parte che ha lui per salvare Himari; in realtà si tratta di una trappola organizzata da Sanetoshi, che vuole distruggere il diario. Ringo rimane intrappolata in un incendio; si salva, ma la sua parte di diario brucia mentre Kanba dà alle fiamme la sua parte. Shoma, dopo essere stato colpito da Kanba con una biglia rossa, si riprende: la stanza è vuota ma lui sente una voce provenire dal cappello. La voce è quella di Momoka che gli chiede di bloccare il piano di Santoshi con l'aiuto di Kanba: questo gli permetterà di trovare il Pingdrum. Sulla metropolitana il Gruppo Kiga sta piazzando degli orsetti esplosivi, quando Shōma si trova davanti a Kanba e lo sfida. L'episodio si conclude con un flashback: dieci anni prima Shōma era imprigionato in una scatola quando vide Kanba per la prima volta, anche lui era prigioniero in una scatola vicina alla sua.                                                                                      |                   |                   |
| 24TH STATION | Vi amo 「愛してる」 - Aishiteru | 22 dicembre 2011  | 11 aprile 2013    |
| 24TH STATION | Shōma e Kanba sono nelle scatole da molti giorni e stanno perdendo le forze. Entrambi si promettono che, qualora uno dei due morisse, il superstite dovrà fare avere un messaggio dell'altro ad una persona che gli è cara. Entrambi stanno per morire di fame quando Kanba trova all'interno della sua scatola una mela. Per Shōma è un segno del destino, come se Kanba fosse un prescelto; quest'ultimo, dopo aver mangiato metà della mela, offre l'altra a Shōma che così può sopravvivere. Dopo il flashback gli eventi si svolgono all'interno di un vagone della metropolitana diretto al "capolinea del destino". Himari muore, Kanba è sempre più intenzionato ad assecondare Sanetoshi quando alla stazione di Yotsuya sale Ringo: la ragazza pensa che una frase cara a Himari — che le Double H hanno usato per il titolo del loro ultimo singolo — sia la formula per il cambio di destino e vuole usarla per salvare Himari. Mentre Kanba è al capezzale di Himari appare, per l'ultima volta, l'entità che controlla la ragazzina; mentre Kanba si sacrifica per cercare di salvare la vita a Himari, Shōma estrae dal suo petto una sfera infuocata che, dopo averla data a Himari, viene offerta a Kanba: è il Pingdrum, simbolo dell'amore che lega tra loro i tre ragazzi. Ringo intanto effettua il cambio di destino: appena pronuncia le parole «il frutto del destino, mangiamolo insieme» viene avvolta dalle fiamme mentre intorno a lei tutto cambia improvvisamente. Kanba prende in braccio Himari e, dopo averla appoggiata sui sedili del vagone, scompare proprio quando Himari torna in vita completamente guarita dalla sua malattia. Nello stesso momento Shōma abbraccia Ringo e, dopo averle dichiarato il suo amore, scompare avvolto dalle fiamme che stavano uccidendo la ragazza salvandola. Dopo questi eventi la scena torna alla normalità, sulla metropolitana Ringo e Himari (ferite ma salve) vengono soccorse dai presenti, gli orsetti esplosivi da neri che erano sono diventati bianchi e innocui e Kanba, Shōma e Sanetoshi sono scomparsi. Dopo qualche giorno Himari sta pranzando in casa Takakura — dove vive con gli zii — insieme a Ringo; mentre sta cercando un disco vede che dal suo orsacchiotto spunta un bigliettino. Himari lo apre e trova un messaggio di affetto "dai suoi fratelli"; la ragazzina sa di non avere fratelli ma dopo aver letto quelle parole inizia a piangere come se avesse recuperato la memoria degli eventi passati. |                   |                   |